# Фтія Македонська
Фтія Македонська -  (грецькою Φθια; жила ІІІ століття до н.е.) була дочкою Олександра II, Царя Епіру та його сестри по батькові Олімпії II.

## Передумови шлюбу
На самому початку 230-х років до н. е. відбулося зближення правителів Македонії та Епіру. Епірці були зацікавлені в союзі з македонянами, так як етолійці почали наступ на володіння царського дому Еакіда в Акарнанії, яку свого часу Епірський цар і етолійці розділили між собою. 
Фтія стала дружиною Деметрія II Етолійського, царя Македонії. Шлюб влаштовувала її мати Олімпія ІІ, яка бажала таким чином забезпечити потужну допомогу македонського царя, щоб підтримати себе на Епірському троні після смерті Олександра ІІ.
У зв'язку з цією весіллям попередня дружина Деметрія Стратоніка поїхала з Македонії в Державу Селевкідів.
Можливо, в шлюбі з Деметрієм Фтія народила Філіпа V. На користь цієї версії свідчить та обставина, що одним із синів царя Віфінії Прусія II Мисливця був Прусій ІІІ на прізвисько «однозубий». Опис точно такої же рідкісної особливості будови зубів, що має генетичний характер, зустрічається і в написаній Плутархом біографії епірського царя Пірра: «Зуби у нього не відділялися один від одного: вся верхня щелепа складалася з однієї кістки, і проміжки між зубами були намічені лише тоненькими борозенками». Спорідненість між епірским і Віфинскими царськими дворами могла виникнути тільки за посередництва македонської династії Антігонідів, так як дід Прусія однозубий Прусій I уклав союз з Філіпом V, підкріплений шлюбом з сестрою царя Апамою ІІІ.